# Anuket
Anuket, Anaka o Anqet (Anukis en griego) en la mitología egipcia era una diosa del agua, especialmente de las cataratas de Asuán, región donde era especialmente adorada. 

Anuket

## Nombre
En egipcio antiguo su nombre significa: «la que abraza» Recibía los epítetos de «la regente de Nubia», «la Señora del Sehel» ( Nebt Satet) en Elefantina, y «la estrecha», a imagen de las gargantas del Nilo, cuyas aguas fertilizaban los campos en época de inundación.  
| a · n | q · t | B1 |

| a · n | q · t | B1 |

## Iconografía
Mujer con corona cilíndrica de plumas que portaba un cetro de papiro y el anj. Su animal sagrado era la gacela dorcas, numerosa a orillas del Nilo en la región de la primera catarata, de la que se ha descubierto una necrópolis en Kômir, al sur de Esna.

## Mitología

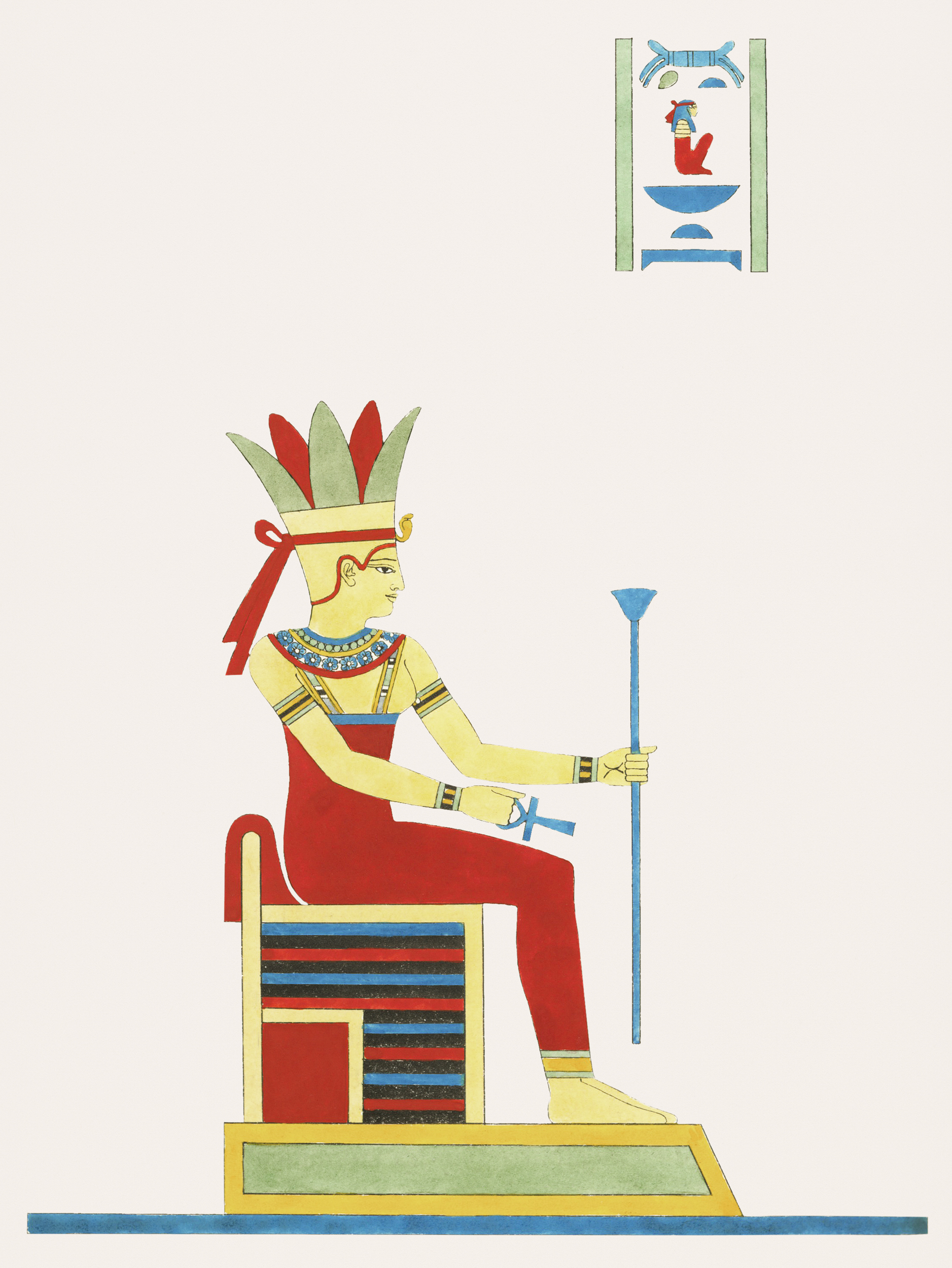
Anuket según una ilustración de Leon Jean Joseph Dubois para el libro de Champollion Pantheon Egyptien (1823-1825).

De origen nubio, Anuket, con sus padres Jnum y Satis (a veces como hermana de Satis) componían, desde el Imperio Medio, la tríada de Elefantina aunque antes se la veneraba como hija de Ra. En algunas épocas fue llamada «Madre del rey» pues se la mostraba amamantando al faraón.
En el período ptolemaico, también se la asoció con la lujuria y la sexualidad por extensión de su papel fertilizador y con la concha cauri cuya forma recuerda a la de una vagina.

## Sincretismo
Era identificada con la diosa Isis en Dendera y la Isla de File, en épocas posteriores también con Neftis. Los griegos la asimilaron a Hestia.

## Culto
Fue venerada en Elefantina, File, Komir, Deir el-Medina, Dendera y en casi toda Nubia. Un importante centro de culto era el templo de la Isla de Sehel. Su fiesta se celebraba el día 7 del mes de Thot, durante la crecida del Nilo: la gente lanzaba al río oro, joyas, y objetos preciosos en acción de gracias por el agua, generadora de vida. En esos días se levantaba la prohibición de comer determinados pescados, que eran consumidos como parte del ritual.  